# Друзь Рустам Іванович
Руста́м Іва́нович Дру́зь — молодший сержант Збройних сил України.
За мирного часу проживає в Миколаєві. Станом на 2021 рік — старший сержант патрульної поліції Миколаєва.

## Нагороди
26 липня 2014 року — за особисту мужність і героїзм, виявлені у захисті державного суверенітету та територіальної цілісності України, вірність військовій присязі під час російсько-української війни, відзначений — нагороджений орденом «За мужність» III ступеня.